# Émile Engel
Émile Engel (Colombes, 5 de abril de 1889 – Maurupt-le-Montois, 14 de setembro de 1914) foi um ciclista profissional da França. Atuou profissionalmente entre 1910 e 1914.

## Participações no Tour de France
Venceu a terceira etapa do Tour de France de 1914, sendo desclassificado após a oitava etapa. Três meses após esta prova faleceu na Primeira Guerra Mundial.